# Астейя
Асте́йя — поняття індійської філософії, що означає «не вкради».
Астейя є одним із приписів ями — першого щабля раджа-йоги. В системі йоги астейю потрібно розуміти не лише як заборону крадіжок, а також як засудження жадоби, зведення до мінімуму власних потреб.
Астейя також входить до числа п'ятьох основних обітниць (махаврата), які дають ченці в джайнізмі.